# Sainte-Marguerite-sur-Mer
Sainte-Marguerite-sur-Mer é uma comuna francesa na região administrativa da Normandia, no departamento de Sena Marítimo. Estende-se por uma área de 5,38 km². Em 2010 a comuna tinha 485 habitantes (densidade: 90,1 hab./km²).